# Valera (Arese)
Valera (Valera in dialetto milanese, AFI: [vaˈleːra]) è l'unica frazione di Arese nella città metropolitana di Milano: si trova a nord-ovest del centro abitato, verso Garbagnate Milanese e Lainate.
I suoi abitanti sono chiamati valerani. La frazione è dominata a nord dall'imponente stabilimento Alfa Romeo di Arese, oggi in parte demolito per far posto a un centro commerciale.

## Storia
Fu un antico comune del Milanese.
Con l'istituzione del Regno d'Italia nel 1805 da parte dei francesi risultava avere 242 abitanti. Nel 1809 fu soppresso con regio decreto di Napoleone ed annesso ad Arese, la quale fu poi a sua volta inglobata in Garbagnate nel 1811. Il comune di Valera fu ripristinato con il ritorno degli austriaci, che tuttavia tornarono sui loro passi nel 1841, stabilendo la definitiva unione comunale con Arese. A quel tempo gli abitanti erano circa 350.